# 梅利蒙
梅利蒙（法語：Merlimont，法語發音：[mɛʁlimɔ̃]）是法国北部-加来海峡大区加来海峡省的一个市镇，属于蒙特勒伊区。

## 地理
梅利蒙（50°27'20"N, 1°36'50"E）面积21.49 平方千米，位于法国上法蘭西大區加来海峡省，该省份为法国北部沿海省份，西北濒北海，南至索姆省，东临北部省。
与梅利蒙接壤的市镇（或旧市镇、城区）包括：屈克、贝尔克、艾龙圣母村、朗迪弗利耶、圣欧班、圣若斯。

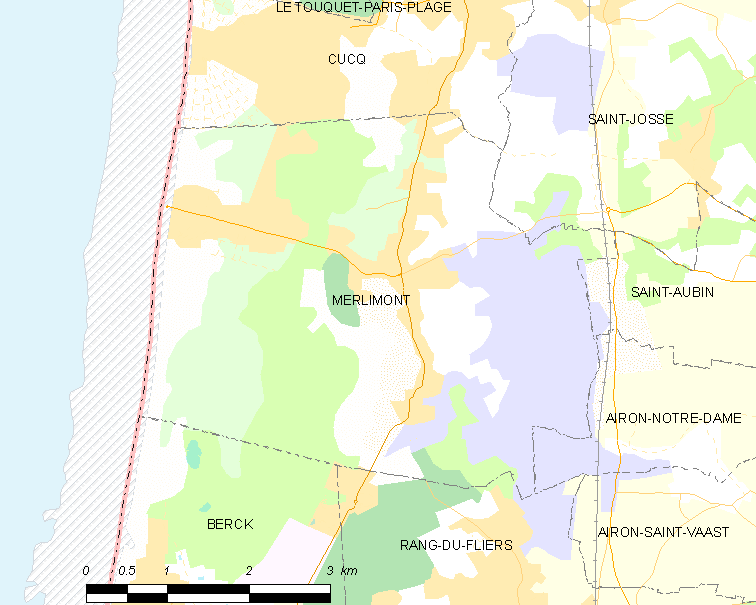
梅利蒙的OSM定位图

梅利蒙的时区为UTC+01:00、UTC+02:00（夏令时）。

## 行政
梅利蒙的邮政编码为62155，INSEE市镇编码为62571。

## 政治
梅利蒙所属的省级选区为埃塔普勒县。

## 人口

1962-2008年间梅利蒙人口变化图示

梅利蒙于2022年1月1日时的人口数量为3348人。